# Bandera de Guecho
La bandera de Guecho (Getxoko Estropaden Ikurriña en euskera) es el premio de una regata que actualmente forma parte de la liga ACT que tiene lugar en el abra de la Ría de Bilbao (Vizcaya) desde el año 1979, siendo puntuable para la ligas ACT tanto masculina como femenina; y que fue organizada durante algunos años por el Club de Remo Algorta y en los últimos años por el Club de Remo Guecho.

## Historia
Esta prueba en categoría masculina se celebra ininterrumpidamente desde el año 1979 y es puntuable para la liga ACT desde la temporada 2006. Desde el año 2009 se compite la modalidad femenina estando incluida entre las pruebas de la Liga ACT femenina, desde la creación de esta competición.
Desde el año 2009 se celebra conjuntamente con el homenaje al lendakari José Antonio Aguirre.
La boya de salida y meta se sitúa frente al Puerto Deportivo El Abra - Guecho, y la baliza frente a la punta de San Ignacio, en Algorta, con las calles dispuestas en sentido noroeste en paralelo a la costa. Las pruebas se realizan por el sistema de tandas por calles, a cuatro largos y tres ciabogas con un recorrido de 3 millas náuticas que equivalen a 5556 metros en categoría masculina. En categoría femenina se reman dos largos y una ciabogas lo que supuso un recorrido de 1.5 millas náuticas que equivalen a 2778 metros.

## Categoría masculina

### Historial
| Edición | Año  | Ganador             | Segundo                    | Tercero             |
| ------- | ---- | ------------------- | -------------------------- | ------------------- |
| I       | 1979 | Santurce            | Kaiku                      | Orio                |
| II      | 1980 | Kaiku               | Santurce                   | Orio                |
| III     | 1981 | Kaiku               | Santurce                   | Zumaya              |
| IV      | 1982 | Kaiku               | Zumaya                     | Orio                |
| V       | 1983 | Kaiku               | Orio                       | Santurce            |
| VI      | 1984 | Zumaya              | Santurce                   | Algorta             |
| VII     | 1985 | Zumaya              | Santurce                   | Orio                |
| VIII    | 1986 | Kaiku               | Santurce                   | Ciérvana            |
| IX      | 1987 | Santurce            | Kaiku                      | Castro              |
| X       | 1988 | Santurce            | Ciérvana                   | Iberia              |
| XI      | 1989 | Zumaya              | Santurce                   | Hondarribia         |
| XII     | 1990 | Ciérvana            | Yola                       | Hondarribia         |
| XIII    | 1991 | Orio                | San Juan                   | Arraun Lagunak      |
| XIV     | 1992 | Orio                | Kaiku                      | Santurce            |
| XV      | 1993 | Orio                | Ur Kirolak                 | Kaiku               |
| XVI     | 1994 | Remeros de San Juan | Orio                       | Ondárroa            |
| XVII    | 1995 | San Pedro           | Remeros de San Juan        | Ondárroa            |
| XVIII   | 1996 | Tirán               | Ondárroa                   | Hondarribia         |
| XIX     | 1997 | Orio                | Tirán                      | Guetaria            |
| XX      | 1998 | San Pedro           | Orio                       | Hondarribia         |
| XXI     | 1999 | Urdaibai            | Isuntza                    | Santurce            |
| XXII    | 2000 | Astillero           | Ciudad de Santander        | Orio                |
| XXIII   | 2001 | Orio                | Castro                     | Ciudad de Santander |
| XXIV    | 2002 | Urdaibai            | Castro                     | Astillero           |
| XXV     | 2003 | Ur Kirolak          | Ciudad de Santander        | Zumaya              |
| XXVI    | 2004 | Arkote              | Pontejos                   | Ciudad de Santander |
| XXVII   | 2005 | Guetaria            | Zumaya A                   | Ciérvana            |
| XXVII   | 2005 | Pontejos            | Zumaya B                   | Arraun Lagunak      |
| XXVIII  | 2006 | Pedreña             | Orio                       | Hondarribia         |
| XXIX    | 2007 | Orio                | Urdaibai                   | Castro              |
| XXX     | 2008 | Castro              | Orio                       | San Pedro           |
| XXXI    | 2009 | Castro              | San Pedro                  | Pedreña             |
| XXXII   | 2010 | Urdaibai            | San Juan                   | Pedreña             |
| XXXIII  | 2011 | Kaiku               | Hondarribia                | Urdaibai            |
| XXXIV   | 2012 | Kaiku               | Tirán                      | Urdaibai            |
| XXXV    | 2013 | Kaiku               | Orio                       | Urdaibai            |
| XXXVI   | 2014 | Hondarribia         | Kaiku                      | Orio                |
| XXXVII  | 2015 | Hondarribia         | Orio                       | Cabo de Cruz        |
| XXXVIII | 2016 | Hondarribia         | Urdaibai                   | Tirán               |
| XXXIX   | 2017 | Hondarribia         | Orio                       | Urdaibai            |
| XL      | 2018 | Hondarribia         | Orio                       | Ciérvana            |
| XLI     | 2019 | Donostiarra         | Orio                       | Santurce            |
| XLII    | 2020 | Orio                | Santurce                   | Urdaibai            |
| XLIII   | 2021 | Ciérvana            | Orio                       | Hondarribia         |
| XLIV    | 2022 | Donostiarra         | Hondarribia                | Urdaibai            |
| XLV     | 2023 | Urdaibai            | Hondarribia                | Donostiarra         |
| XLVI    | 2024 | Urdaibai            | Zierbena-Bahías de Vizcaya | Orio                |
| XLVII   | 2025 | Orio                | Zierbena-Bahías de Vizcaya | Donostiarra         |

### Palmarés
| Victorias | Club                | Años                                           |
| --------- | ------------------- | ---------------------------------------------- |
| 8         | Kaiku               | 1980, 1981, 1982, 1983, 1986, 2011, 2012, 2013 |
| 8         | Orio                | 1991, 1992, 1993, 1997, 2001, 2007, 2020, 2025 |
| 5         | Hondarribia         | 2014, 2015, 2016, 2017, 2018                   |
| 5         | Urdaibai            | 1999, 2002, 2010, 2023, 2024                   |
| 3         | Santurce            | 1979, 1987, 1988                               |
| 3         | Zumaya              | 1984, 1985, 1989                               |
| 2         | Ciérvana            | 1990, 2021                                     |
| 2         | San Pedro           | 1995, 1998                                     |
| 2         | Castro              | 2008, 2009                                     |
| 2         | Donostiarra         | 2019, 2022                                     |
| 1         | Remeros de San Juan | 1994                                           |
| 1         | Tirán               | 1996                                           |
| 1         | Astillero           | 2000                                           |
| 1         | Ur Kirolak          | 2003                                           |
| 1         | Arkote              | 2004                                           |
| 1         | Guetaria            | 2005                                           |
| 1         | Pontejos            | 2005                                           |
| 1         | Pedreña             | 2013                                           |

## Categoría femenina

### Historial
| Edición | Año  | Ganador         | Segundo        | Tercero         |
| ------- | ---- | --------------- | -------------- | --------------- |
| I       | 2009 | Galicia         | Vizcaya        | Guipúzcoa       |
| II      | 2010 | Guipúzcoa       | Galicia        | Vizcaya         |
| III     | 2011 | Guetaria-Tolosa | San Juan       | Vizcaya         |
| IV      | 2012 | Zumaya          | Rias Baixas    | Guetaria-Tolosa |
| V       | 2013 | San Juan        | Zumaya         | Hibaika         |
| VI      | 2014 | San Juan        | Hibaika        | Zumaya          |
| VII     | 2015 | San Juan        | Zumaya         | Hibaika         |
| VIII    | 2016 | San Juan        | Hibaika        | Orio            |
| IX      | 2017 | San Juan        | Hibaika        | Orio            |
| X       | 2018 | San Juan        | Orio           | Arraun Lagunak  |
| XI      | 2019 | Orio            | Arraun Lagunak | Donostiarra     |
| XII     | 2020 | Orio            | Donostiarra    | Arraun Lagunak  |
| XIII    | 2021 | Arraun Lagunak  | Hondarribia    | Orio            |
| XIV     | 2022 | Orio            | Arraun Lagunak | Tolosa          |
| XV      | 2023 | Orio            | Arraun Lagunak | Tolosa          |
| XVI     | 2024 | Arraun Lagunak  | Donostiarra    | Orio            |
| XVII    | 2025 | Arraun Lagunak  | Tolosa         | Orio            |

### Palmarés
| Victorias | Club            | Años                               |
| --------- | --------------- | ---------------------------------- |
| 6         | San Juan        | 2013, 2014, 2015, 2016, 2017, 2018 |
| 4         | Orio            | 2019, 2020, 2022, 2023             |
| 3         | Arraun Lagunak  | 2021, 2024, 2025                   |
| 1         | Galicia         | 2009                               |
| 1         | Guipúzcoa       | 2010                               |
| 1         | Guetaria-Tolosa | 2011                               |
| 1         | Zumaya          | 2012                               |